# Diotima

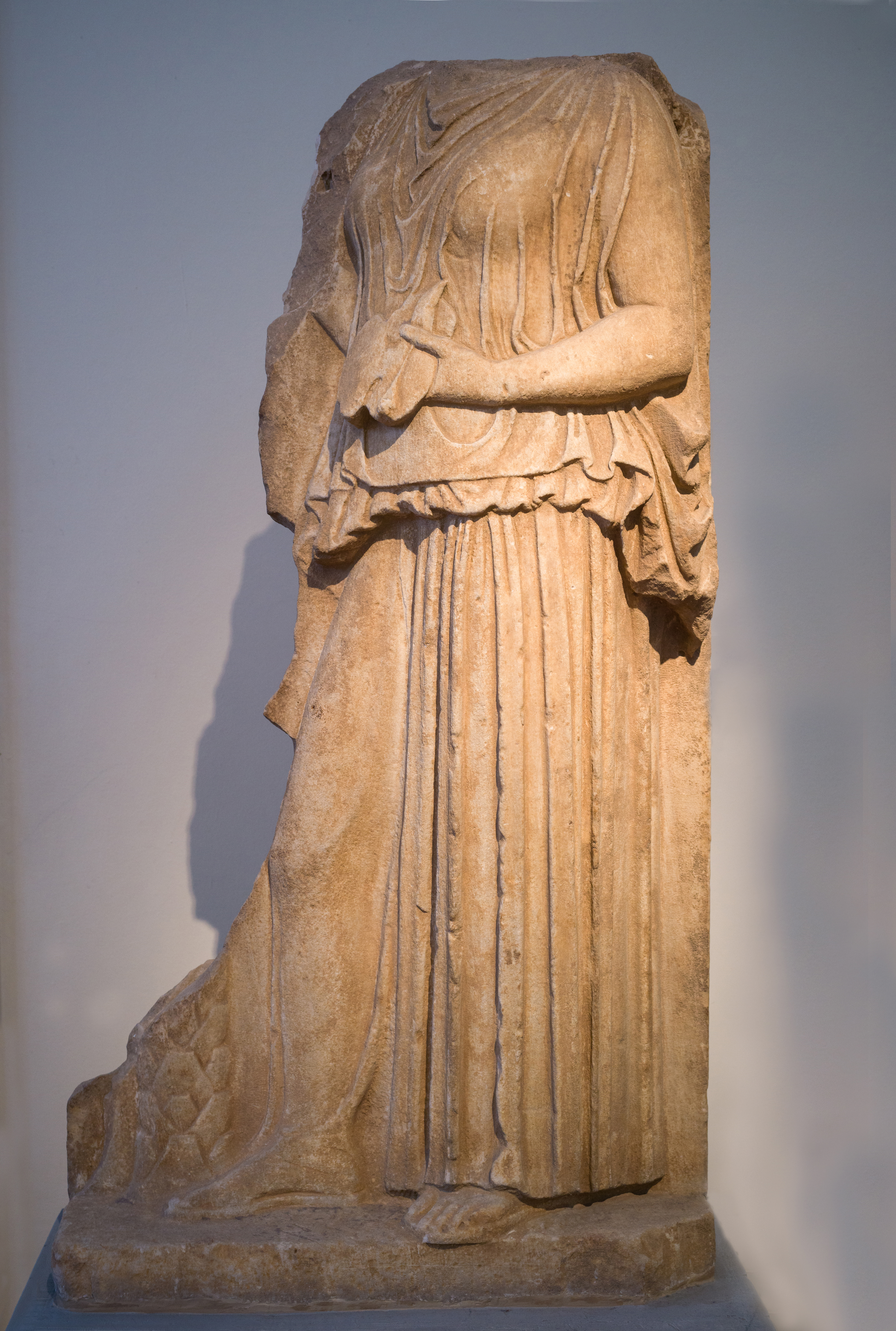
Relief av Diotima Mantineia i Arcadia National Archaeological Museum of Athens.

Diotima från Mantinea (levde omkring 400 f.Kr.), var en antik grekisk filosof. 
Hon beskrivs som Sokrates lärare och en av de mest framstående kvinnliga filosoferna under antiken. 
Det är dock oklart om hon existerat i verkligheten. Enda gången hon omnämns är i Platons dialog Symposion där Sokrates redogör för hennes filosofi om kärlekens sanna väsen. 
Asteroiden 423 Diotima är uppkallad efter henne.